# Ragadozók
Ragadozók (węg. Drapieżniki) – trzeci studyjny album węgierskiego zespołu rockowego Lord, wydany w 1989 roku. W nagraniach brał udział nowy perkusista, Lajos Gyurik, który zastąpił László Hollósiego. Mimo że album został nagrany w austriackim Oberschützenben a Sica Sound Studio, został wydany przez węgierską wytwórnię Hungaroton-Bravo. Wydano go na LP i MC, a w 2000 roku nastąpiło jego wznowienie na CD, z dwiema bonusowymi piosenkami.

## Lista utworów
1. "Miért jó, ami nem jó" (3:19)
2. "Ragadozók" (4:41)
3. "Csenddel üzenek" (3:05)
4. "Kisfiú" (2:38)
5. "Szóljon a rock" (3:19)
6. "Itthon vagy otthon" (4:15)
7. "Álmaim asszonya" (3:46)
8. "Te légy fény" (3:30)
9. "Zöldszemű lány" (3:19)
10. "Hajsza" (2:25)
11. "Rossz fiúk" – bonus (3:51)
12. "Megváltás nélkül" – bonus (3:32)

## Skład zespołu
- Ferenc Vida – gitara basowa
- Attila Gidófalvy – instrumenty klawiszowe
- Mihály Pohl – wokal
- Attila Erős – gitara
- Lajos Gyurik – perkusja